# TW Steel
TW Steel es un fabricante de relojes neerlandés, conocido por sus relojes y cronógrafos de gran tamaño. La empresa fue fundada en 2005 por Jordy Cobelens y su padre Ton Cobelens en los Países Bajos.

## Historia
La empresa fue fundada en 2005 por Jordy Cobelens junto con su padre Ton Cobelens, y celebraron su quinto aniversario el 20 de junio de 2010 en el Club Bloomingdale de Bloemendaal, en la Provincia de Holanda Septentrional.
El equipo formado por el padre y el hijo tiene una historia en el mundo de la relojería que comenzó en 1980, cuando Ton se convirtió en distribuidor de Raymond Weil y Maurice Lacroix para la región del Benelux, siendo este el momento en el que comenzó a diseñar relojes de marca privada para aerolíneas como KLM Royal Dutch Airlines y Martinair. Ton fundó una empresa de promociones y publicidad que creó campañas para el grupo Swatch en Benelux antes de vender esta empresa para diseñar y comercializar un pequeño reloj fabricado en Suiza que fue popular en los Países Bajos y otras partes de Europa. En 2005 nació TW Steel, que contó con su hijo Jordy como director general.

## Modelos actuales

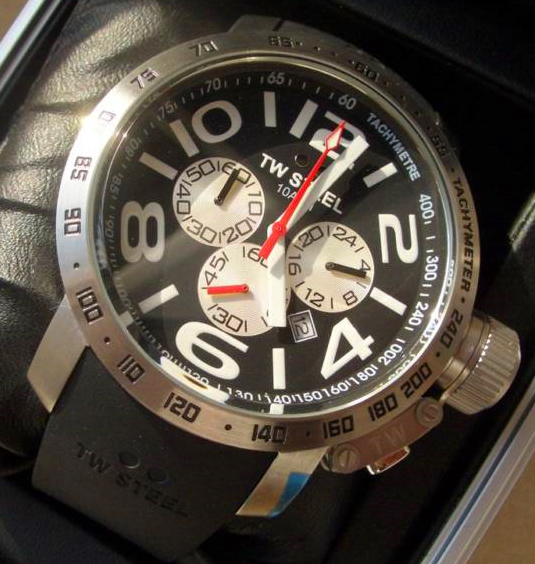
Reloj de pulsera 48mm Grandeur TW41

Los relojes TW Steel utilizan movimientos automáticos japoneses producidos por Citizen y movimientos de cuarzo suizos fabricados por Ronda. La gama de relojes de TW Steel se presenta principalmente en variantes de 45 mm y 50 mm de diámetro, con cajas de acero inoxidable. Los modelos "Canteen" cuentan con una tapa de corona unida mediante un "gancho" o "bisagra" al lateral de la caja del reloj. En el Baselworld 2011, la firma lanzó su nueva colección CEO (Collection ExtraOrdinary) Goliath, que le dio un aspecto más formal y elegante a la marca. La colección también introdujo los relojes fabricados en Suiza en la línea TW Steel, como el CE3015 equipado con un movimiento de calibre Swiss Ronda 585.

## Patrocinio
TW Steel tiene muchos embajadores de marca como Kelly Rowland, David Coulthard, Mitchell Niemeyer, Mick Doohan y Dario Franchitti, quienes son vistos regularmente luciendo los relojes en la televisión y participando en varias actividades promocionales.
La firma también patrocinó al equipo Renault en Fórmula 1 en 2010, y ha creado varias ediciones especiales de F1 con la marca Renault en Fórmula 1. También patrocinó al piloto del WTCC Tom Coronel. En 2011 y 2012, el patrocinio se trasladó al equipo Lotus F1 Team, y sus pilotos podían verse luciendo relojes TW Steel cada vez que lograsen terminar en el podio. El logotipo de TW Steel aparece en los monos de los pilotos y en los espejos retrovisores de los coches de Fórmula 1 de F1. TW Steel patrocinó al equipo Sahara Force India F1 en 2013, y sus pilotos pueden lucir relojes TW Steel cada vez que alcanzan el podio. El logotipo de TW Steel aparece en los monos de los pilotos y en los coches de F1.
También en 2014, TW Steel patrocinó el Campeonato Daytona DMAX, organizado por Daytona Group / Daytona Motorsport.